# Liste des maires de Meymac
Cet article dresse une liste par ordre de mandat des maires de Meymac.

## Liste des maires
| Nom           | Nom              | Période                     | Parti         | Notes |
| XVIIIe siècle | XVIIIe siècle    | XVIIIe siècle               | XVIIIe siècle | XVIIIe siècle |
| ------------- | ---------------- | --------------------------- | ------------- | --- |
|               |                  |                             |               | |
| XIXe siècle   |                  |                             |               | |
|               | Pierre Montbazet | ???                         |               | Conseiller d'arrondissement de Meymac (en 1833)                                                                                       |
|               |                  |                             |               | |
|               | Pierre Dubernard | ???                         | Républicain   | Conseiller général du canton de Meymac (1886-1919)                                                                                    |
|               |                  |                             |               | |
|               | Arthur Delmas    | 1886 - 1919                 | Rad.          | Député de la Corrèze (1894-1914) Conseiller général du canton de Meymac (1886-1919) Conseiller d'arrondissement de Meymac (1879-1886) |
| XXe siècle    |                  |                             |               | |
|               |                  |                             |               | |
|               | Clément Rambaud  | 1925 - 1934                 | Rad.          | Conseiller général du canton de Meymac (1919-1941) Président de la chambre de commerce de Tulle-Ussel                                 |
|               | ???              | 1934 - 1939                 |               | |
|               | Clément Rambaud  | 1939 - 1941                 | Rad.          | Révoqué par le gouvernement de Vichy                                                                                                  |
|               | ???              | 1941 - 1945                 |               | |
|               | Clément Rambaud  | 1945 - 1947                 | Rad.          | |
|               | Marcel Audy      | 1947 - janvier 1968 (décès) | Rad.          | Sénateur de la Corrèze (1959-1968) Conseiller général du canton de Meymac (1952-1968)                                                 |
|               | Maurice Gorse    | 1968 - mars 1977            |               | |
|               | Georges Pérol    | mars 1977 - juin 1995       | RPR           | Conseiller général du canton de Meymac (1988-2008) Président de l'OPAC (1982-1993)                                                    |
|               | Serge Vialle     | juin 1995 - mars 2014       | RPR puis UMP  | Vétérinaire |
| XXIe siècle   |                  |                             |               | |
|               | Philippe Brugère | Depuis mars 2014            | PS            | Éducateur spécialisé Vice-président de la CC Haute-Corrèze Communauté (2014-) Président du PNR de Millevaches en Limousin (2020-)     |